# Тукуланы

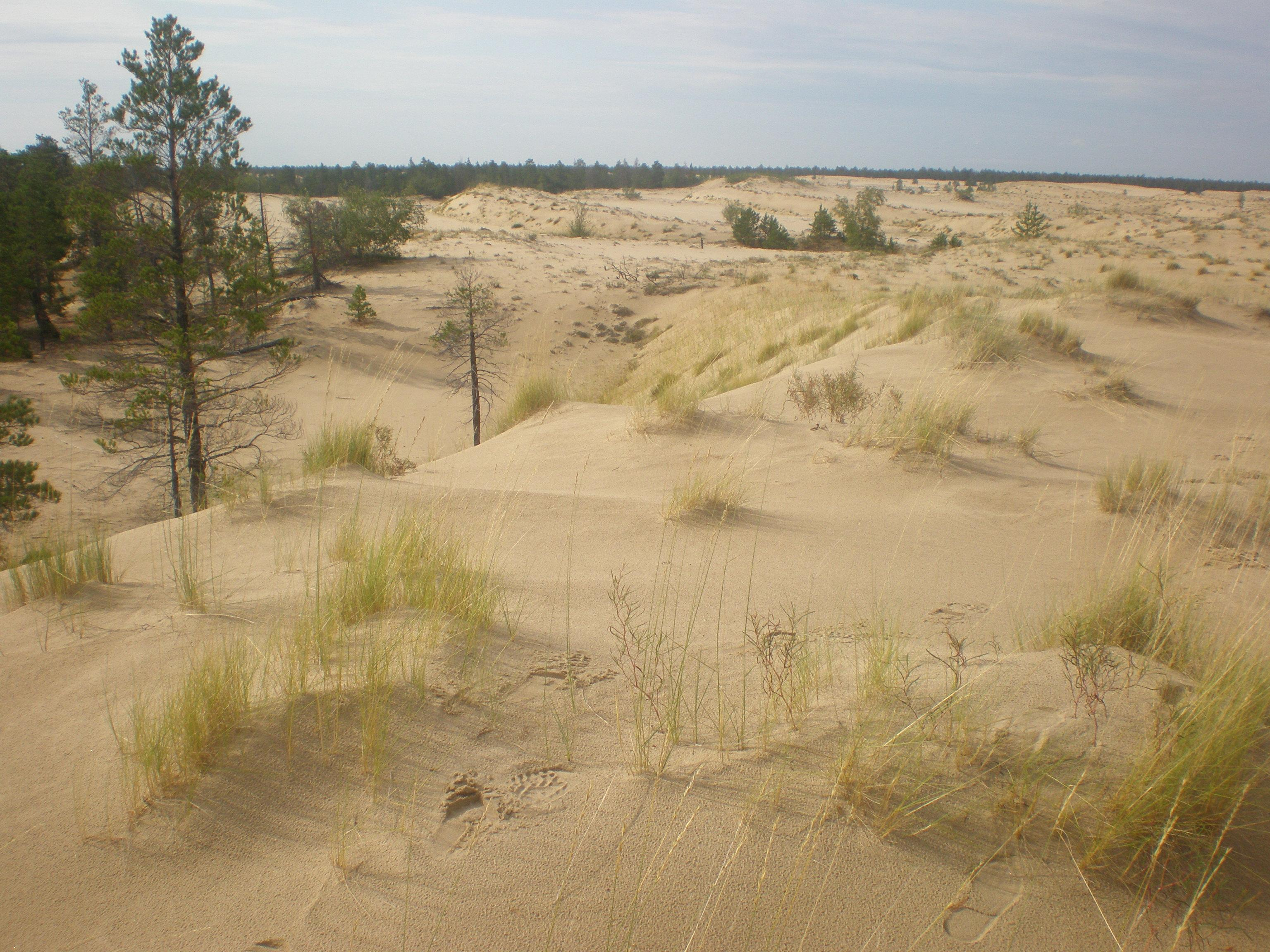
Тукуланы, Якутия

Тукуланы (якут. тукулаан — «открытое место, занесённое песком», эвенк. тукала — «песок», тукалаг — «песчаная коса») — развеваемые песчаные дюны, внешне напоминающие барханы, расположенные в Якутии, в бассейне реки Лена.
Представляют собой параболические накидные дюны. В отличие от барханов, рога которых направлены в сторону дуновения ветра, рога тукуланов отведены назад. Длина тукуланов варьируется от нескольких до сорока километров.
Под влиянием ветров, дующих со стороны Лены, пески смещаются по направлению от берега, вплотную подступая к границам леса и поглощая деревья. Засыпаемые песком деревья отмирают, а через более чем сто лет сухие стволы могут показаться на другой стороне тукулана.

## История изучения
В научных трудах впервые были описаны в 1927 году экспедицией исследователя Якутии Сергея Кузнецова. Тогда же была опубликована его статья «Барханная область в Якутском крае». Также исследованиями данной формы рельефа занимался академик Андрей Григорьев. В 1935 году изучением тукуланов занимался геоботаник Тихон Работнов. Однако первоначально учёные знали об этих образованиях довольно мало. Более подробная информация появилась во второй половине 1940-х годов, когда здесь была проведена аэрофотосъёмка. Тогда же были выявлены все участки тукуланов.

## Происхождение
Об эоловом происхождении тукуланов свидетельствует круглая форма песчинок, из которых состоят дюны, а также обнаруженная в них галька трёхгранной формы — дрейкантер или ветрогранник, появившаяся, вероятно, также под воздействием ветра. По предположению профессора Бориса Федоровича, тукуланы и их волны расположены согласно розе ветров данного региона, что подтверждается спутниковыми снимками и данными метеостанций. Это свидетельствует о том, что роза ветров здесь не менялась со времени образования первых тукуланов. По минералогическому составу тукуланы близки донным отложениям реки Вилюй.
Существует две версии, объясняющих происхождение тукуланов. Согласно первой из них, тукуланы — реликтовые пески, оставшиеся от древней пустыни, существовавшей здесь примерно 20 тысяч лет назад, в период плейстоцена, когда западная часть Верхоянского хребта подверглась оледенению. Эту версию подтверждает то, что рядом с некоторыми тукуланами можно обнаружить подобие сглаженных дюн, поросших тайгой, а также обнаруженные в песках находки ископаемых животных. Согласно другой теории, эти дюны могли появиться в результате крупных пожаров, на возникновение которых мог оказать влияние человеческий фактор. В результате уничтожения растительности оголялись отложения песка, которые развевались под влиянием ветра. Выделяют три этапа образования тукуланов: длительное накопление речных песчаных отложений, переотложение и перенос этих песков ветром и закрепление их с помощью растительности.
По мнению геологов, тукуланы расположены в местах подъёма земной коры.

## Природа
Природа тукуланов отличается от природы окрестной тайги. Здесь более низкая влажность воздуха, так как вода быстро просачивается сквозь песок и не задерживается там надолго. Зимой песчаная земля промерзает меньше, чем окрестные глинистые почвы, а летом многолетняя мерзлота, распространённая здесь повсеместно, оттаивает на большую глубину.
На склонах тукуланов, подступающих к тайге, произрастают сосны. Также здесь обнаружено несвойственное для этой территории растение — кедровый стланик, который произрастает, в основном, в Верхоянских горах, имеющих скальное строение. Также среди песков можно встретить небольшие островки травянистой растительности.
У подножий тукуланов обитают белки и другие грызуны, питающиеся сосновыми орехами. На песчаные дюны заходят многочисленные звери, например, лисы, а также медведи. На деревьях, растущих у подножий дюн, проживают совы и другие хищные птицы.
Среди тукуланов встречается немало пресноводных озёр, богатых рыбой. Любопытно, что в каждом конкретном озере преобладает определённый вид рыбы — чаще всего щука или карась.